# Caligus tenuicaudatus
Caligus tenuicaudatus är en kräftdjursart som beskrevs av Sueo M. Shiino 1959. Caligus tenuicaudatus ingår i släktet Caligus och familjen Caligidae. Inga underarter finns listade i Catalogue of Life.